# Platanthera latilabris
Platanthera latilabris är en orkidéart som beskrevs av John Lindley. Platanthera latilabris ingår i släktet nattvioler, och familjen orkidéer. Inga underarter finns listade i Catalogue of Life.